# Сельменьга (приток Сельменьгского Полоя)
Сельменьга — река в Архангельской области России, протекает в Виноградовском районе. Устье реки находится в 3 км по правому берегу северодвинской протоки Сельменьгский Полой. Длина реки составляет 53 км, площадь водосборного бассейна — 209 км². Крупнейший приток — Брешица. 
К северу от устья реки находится административный центр Борецкого сельского поселения посёлок Сельменьга.

## Данные водного реестра
По данным государственного водного реестра России относится к Двинско-Печорскому бассейновому округу, водохозяйственный участок реки — Северная Двина от впадения реки Вычегда до впадения реки Вага, речной подбассейн реки — Северная Двина ниже места слияния Вычегды и Малой Северной Двины. Речной бассейн реки — Северная Двина.
Код объекта в государственном водном реестре — 03020300112103000027906.